# Marcelo Bretas
Marcelo da Costa Bretas (Nilópolis, 7 de julho de 1970) é um jurista e ex-magistrado brasileiro. Foi juiz federal da 2ª Região de 1997 até 2025,  quando foi penalizado pelo Conselho Nacional de Justiça com a aposentadoria compulsória.
Atuou entre 2015 e 2023 na 7ª Vara Federal Criminal do Rio de Janeiro, que possui competência para julgar casos envolvendo crimes contra o sistema financeiro nacional e lavagem ou ocultação de bens, e ganhou notoriedade ao julgar casos relacionados à Operação Lava Jato no Rio de Janeiro.

## Biografia
Nascido em Nilópolis, município da Baixada Fluminense na região metropolitana do Rio de Janeiro, passou a maior parte da infância e adolescência em Queimados, trabalhando com os pais em uma loja de bijuterias do Saara, mercado popular carioca.
Em 1994, formou-se pela Faculdade de Direito da Universidade Federal do Rio de Janeiro (UFRJ), onde, aos 19, conheceu sua futura esposa, a também juíza federal Simone de Fátima Diniz Bretas, com quem tem dois filhos.
Criado em família evangélica, frequenta a Comunidade Evangélica Internacional da Zona Sul e tem dois irmãos, Adenir Bretas e Márcio Bretas. Citou um versículo da Bíblia na decisão que autorizou a prisão de Sérgio Cabral pela operação Calicute, em novembro de 2016. Acusado de julgar sob égide religiosa, diz separar trabalho e religião, mas com a Bíblia sempre a mão para consultas.

## Carreira
Em 1997, Bretas tomou posse como juiz federal da 2ª Região, passando quinze anos por varas federais fluminenses em Volta Redonda, Três Rios e Petrópolis, cidade na qual permaneceu por doze anos e obteve seu mestrado pela Universidade Católica de Petrópolis.
Antes de ganhar notoriedade, Bretas permaneceu quatro meses em Washington, capital dos EUA, onde estudou o funcionamento da Justiça federal estadunidense.
Bretas ganhou notoriedade ao final de 2015, quando Teori Zavascki, relator da Operação Lava Jato no Supremo Tribunal Federal, determinou o desmembramento das investigações da Operação Lava Jato em Curitiba e enviou o caso da estatal Eletronuclear para a Justiça Federal do Rio de Janeiro, onde o caso foi sorteado para a 7ª Vara Federal Criminal, que Bretas assumira 8 meses antes.
Com a morte de Teori Zavascki, foi um dos trinta magistrados relacionados em uma pré-lista da Associação de Juízes do Brasil para assumir sua vaga no Supremo Tribunal Federal.
Em 26 de janeiro de 2017, Bretas autorizou uma operação da Polícia Federal que prendeu o empresário Eike Batista. A operação investigava crimes de lavagem de dinheiro, que consistiriam na ocultação no exterior de aproximadamente 100 milhões de dólares (cerca de 340 milhões de reais). Entre os alvos também estava o ex-governador Sérgio Cabral.
Em abril de 2017, autorizou a Operação Fatura Exposta que investiga um desvio de 300 milhões de reais da pasta de saúde do Rio de Janeiro e fraudes em licitações para o fornecimento de próteses para o Instituto Nacional de Traumatologia e Ortopedia (Into) e para a Secretaria Estadual de Saúde do Rio de Janeiro.
Em 29 de janeiro de 2018, a imprensa divulgou que pedido de informações feito à ouvidoria do TRF2 revelou que Marcelo Bretas acionara com sucesso o Judiciário para receber o auxílio-moradia mesmo sendo casado e residindo com magistrada que também aufere o benefício, situação proibida por regulação do Conselho Nacional de Justiça (CNJ).
Em 21 de março de 2019, decretou a prisão preventiva do ex-presidente da República Michel Temer por suspeitas de corrupção na Operação Lava Jato; Temer foi o segundo ex-presidente a ter a prisão decretada por crime comum na história do Brasil. A decisão de Bretas foi criticada por juristas, que apontaram inconsistências, sendo revertida monocraticamente em 25 de março de 2019 pelo desembargador Antônio Ivan Athié, do TRF-2, que afirmou que a razão principal alegada por Bretas para prender Temer "simplesmente não existe."
Desde o início de 2019 atraiu curiosidade a relação próxima exemplificada por meio de fotos e elogios públicos entre Bretas e o governador do Rio de Janeiro Wilson Witzel, sendo sua irmã Marcilene Cristina Bretas Santana nomeada para cargo comissionado na Controladoria-Geral do Estado. Em meados do mesmo ano, Bretas apagou todas as fotos com Witzel de suas redes sociais. Ainda no mesmo ano gerou controvérsia uma suposta declaração de apoio ao jogador Neymar com relação a um suposto caso de estupro e agressão tendo que posteriormente prestar esclarecimentos à Corregedoria Nacional de Justiça.
Em maio de 2020, foi internado com sintomas de COVID-19, e posteriormente após melhora do quadro foi para a semi-UTI.
Em setembro de 2020, o Tribunal Regional Federal da 2ª Região (TRF-2) aplicou, por 12 votos a 1, pena de censura a Bretas pela participação em eventos públicos ao lado do presidente Jair Bolsonaro e do prefeito do Rio de Janeiro Marcelo Crivella no dia 15 de fevereiro do mesmo ano. Os magistrados classificaram as atitudes de Bretas como "autopromoção" e "superexposição". Como resultado Bretas estaria fora das listas de promoção por um ano.
Em 28 de fevereiro de 2023, o CNJ acatou o recurso feito pela Ordem dos Advogados do Brasil (OAB) punindo o magistrado com o afastamento de suas funções. Bretas era acusado de favorecimento ilícito, ao negociar acordos de delação premiada junto com o Ministério Público Federal (MPF) para negociar sentenças, combinar estratégias e orientar advogados. Além disso, o ministro do Superior Tribunal de Justiça (STJ) Luís Felipe Salomão fez uma reclamação disciplinar. Segundo o ministro, que também é corregedor do CNJ, computadores corporativos do juiz tinham supostas deficiências graves de serviços judiciais, administrativos, serventias e de registros. Outra reclamação feita contra ele foi pelo prefeito do Rio de Janeiro Eduardo Paes. O político acusou Bretas de atrapalhar a sua campanha nas Eleições no Rio de Janeiro em 2018, já que no período eleitoral uma delação premiada feita por Alexandre Pinto, ex-secretário de obras na segunda gestão de Paes, acusara o prefeito de corrupção e lavagem de dinheiro durante as obras para a realização dos Jogos Olímpicos Rio 2016. Além disso, segundo o prefeito, Bretas tinha ligações próximas com o então candidato Wilson Witzel. O juiz foi condenado por 12 votos a favor e 3 contrários.
Após seu afastamento, tornou-se coach jurídico e passou a ministrar cursos sobre prática jurídica e dar palestras, simpósios e conferências.
Em 3 de junho de 2025, o Conselho Nacional de Justiça condenou Bretas à aposentadoria compulsória, sob o fundamento de que ele cedeu informações sigilosas de processos a um advogado e tentou beneficiar o candidato Wilson Witzel durante as eleições de 2018. O presidente do CNJ, ministro Luís Roberto Barroso, afirmou: "Todo o contexto faz parecer que havia um esquema extrajudicial armado em torno de produzir um determinado resultado de prejudicar pessoas e políticos".

## Livros
- A Privacidade e o Poder Investigatório: o limite entre o arbítrio e o respeito aos direitos fundamentais na hipótese de interceptação telefônica. [S.l.]: Editora Dialética. 2021. ISBN 9786559567676